# Сент-Ирьекс-сюр-Шарант
Сент-Ирье́кс-сюр-Шара́нт (фр. Saint-Yrieix-sur-Charente [sɛ̃tiʁ'jɛks‿syʁ‿ʃarɑ̃ːt]) — коммуна во Франции, находится в регионе Пуату — Шаранта. Департамент — Шаранта. Входит в состав кантона Гон-Понтувр. Округ коммуны — Ангулем.
Код INSEE коммуны — 16358.
Коммуна расположена приблизительно в 400 км к юго-западу от Парижа, в 105 км южнее Пуатье, в 4 км к северо-востоку от Ангулема.

## Население
Население коммуны на 2008 год составляло 6969 человек.
| 1962 | 1968 | 1975 | 1982 | 1990 | 1999 | 2008 |
| ---- | ---- | ---- | ---- | ---- | ---- | ---- |
| 3078 | 3531 | 4035 | 5317 | 6436 | 6369 | 6969 |

## Климат
Климат океанический. Ближайшая метеостанция находится в городе Коньяк.
| Показатель                        | Янв. | Фев. | Март | Апр. | Май  | Июнь | Июль | Авг. | Сен. | Окт. | Нояб. | Дек. | Год   |
| --------------------------------- | ---- | ---- | ---- | ---- | ---- | ---- | ---- | ---- | ---- | ---- | ----- | ---- | ----- |
| Средний максимум, °C              | 8,7  | 10,5 | 13,1 | 15,9 | 19,5 | 23,1 | 26,1 | 25,4 | 23,1 | 18,5 | 12,4  | 9,2  | 17,7  |
| Средняя температура, °C           | 5,4  | 6,7  | 8,5  | 11,1 | 14,4 | 17,8 | 20,2 | 19,7 | 17,6 | 13,7 | 8,6   | 5,9  | 12,5  |
| Средний минимум, °C               | 2,0  | 2,8  | 3,8  | 6,2  | 9,4  | 12,4 | 14,4 | 14,0 | 12,1 | 8,9  | 4,7   | 2,6  | 7,8   |
| Норма осадков, мм                 | 80,4 | 67,3 | 65,9 | 68,3 | 71,6 | 46,6 | 45,1 | 50,2 | 59,2 | 68,6 | 79,8  | 80,0 | 783,6 |
| Источник: Relevé météo des Cognac |      |      |      |      |      |      |      |      |      |      |       |      |       |

## Экономика
В 2007 году среди 4509 человек в трудоспособном возрасте (15—64 лет) 3325 были экономически активными, 1184 — неактивными (показатель активности — 73,7 %, в 1999 году было 71,3 %). Из 3325 активных работали 3011 человек (1521 мужчина и 1490 женщин), безработных было 314 (151 мужчина и 163 женщины). Среди 1184 неактивных 354 человека были учениками или студентами, 525 — пенсионерами, 305 были неактивными по другим причинам.

## Фотогалерея

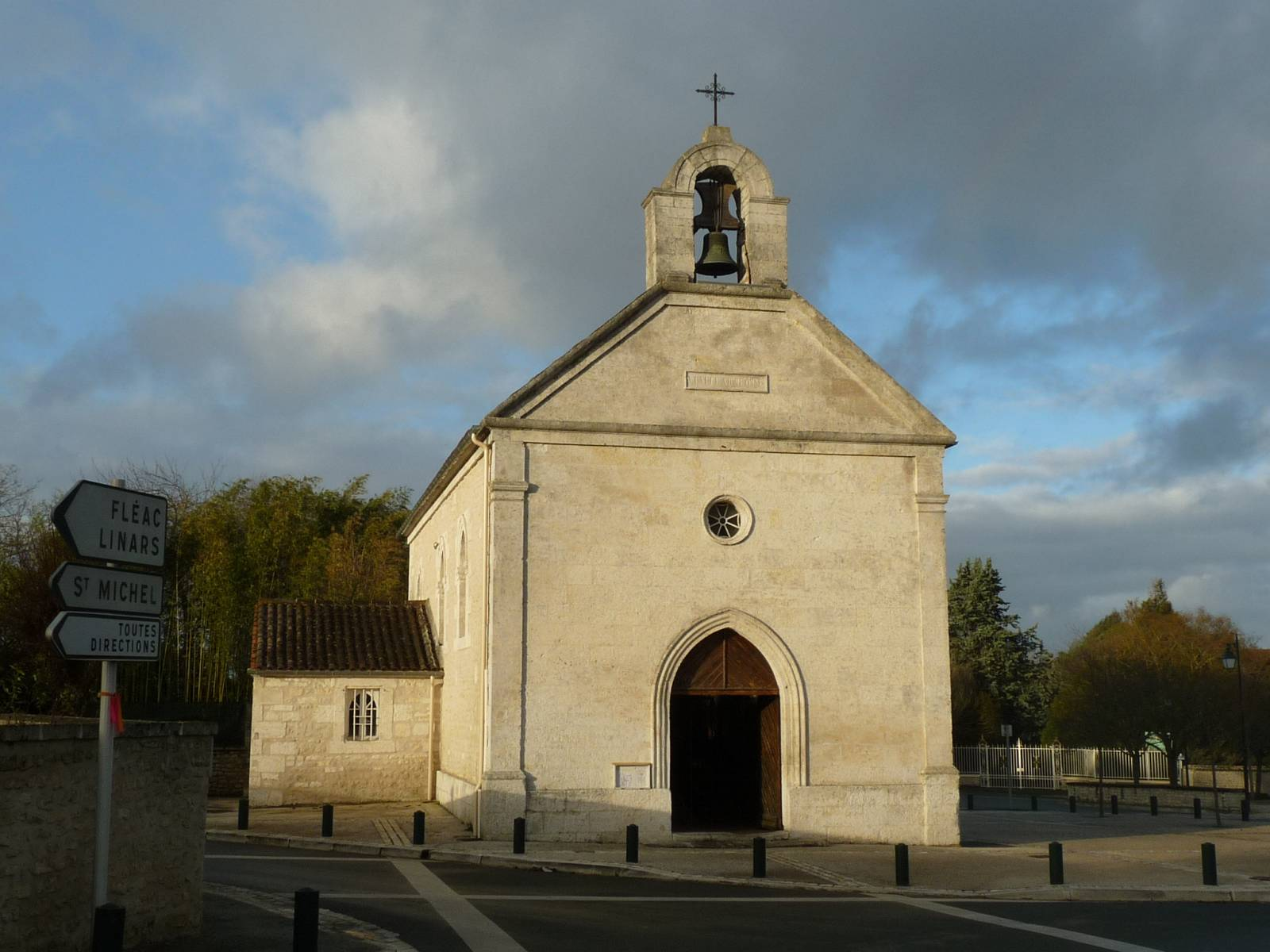
Церковь
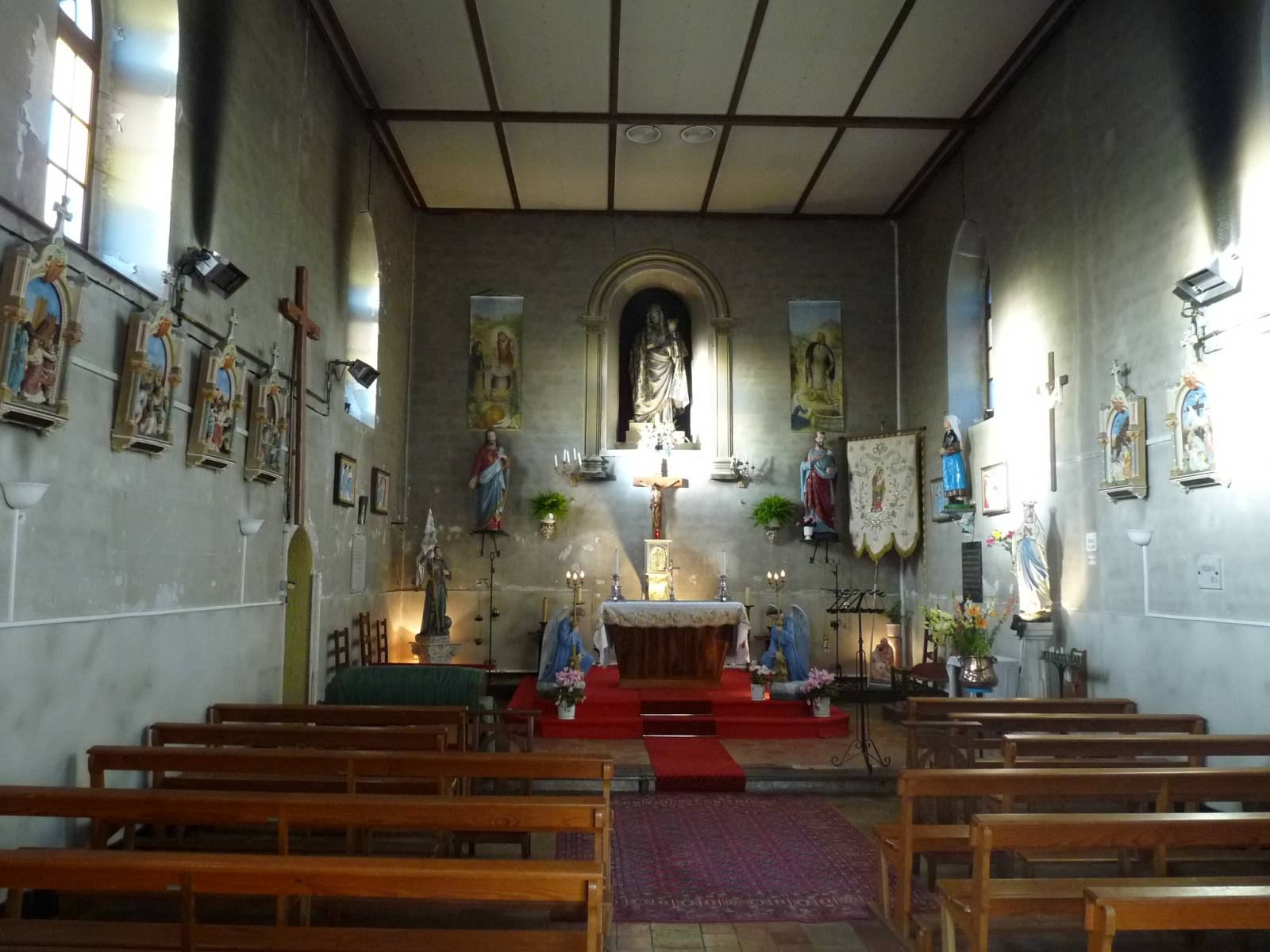
Интерьер церкви
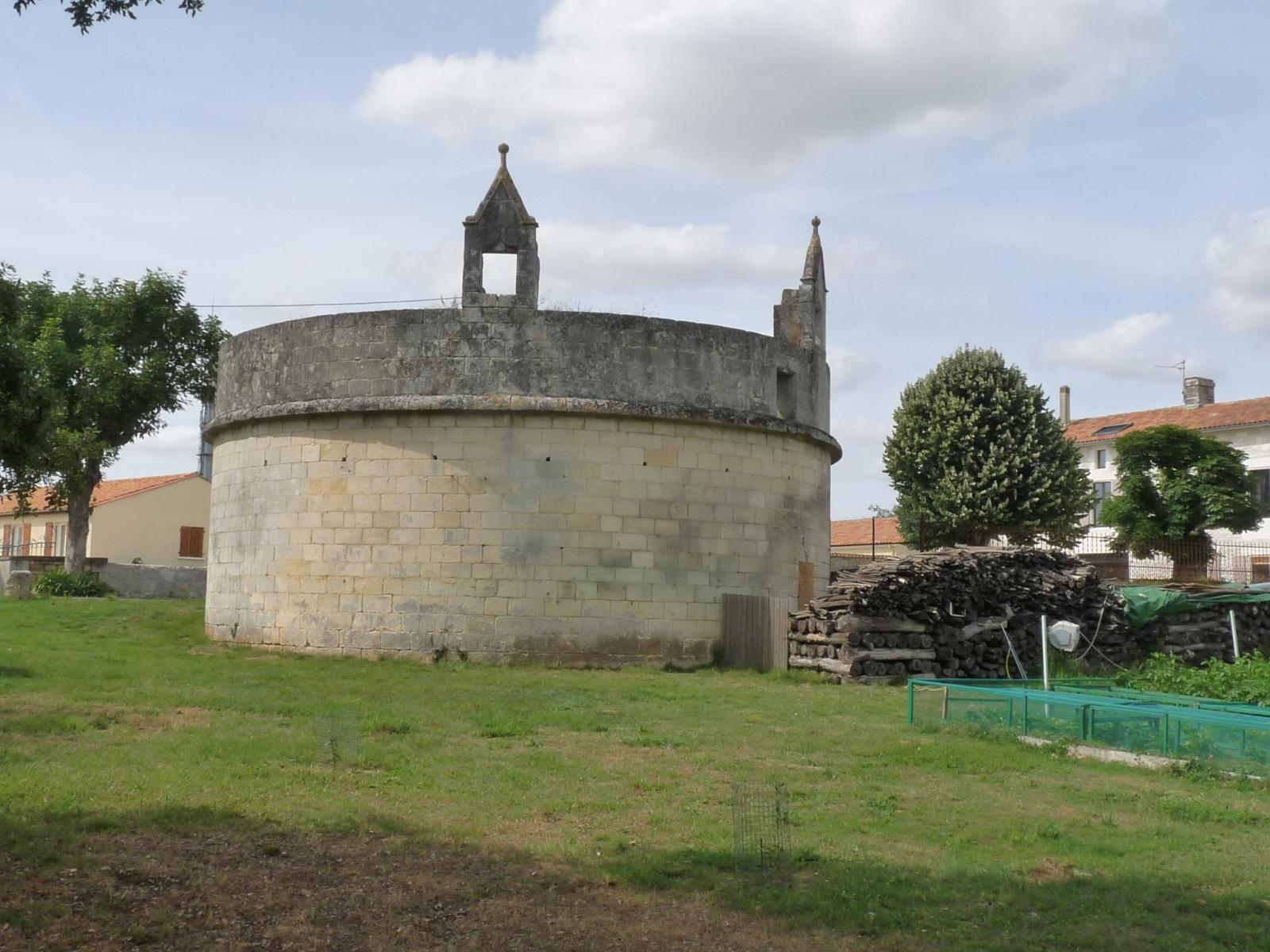
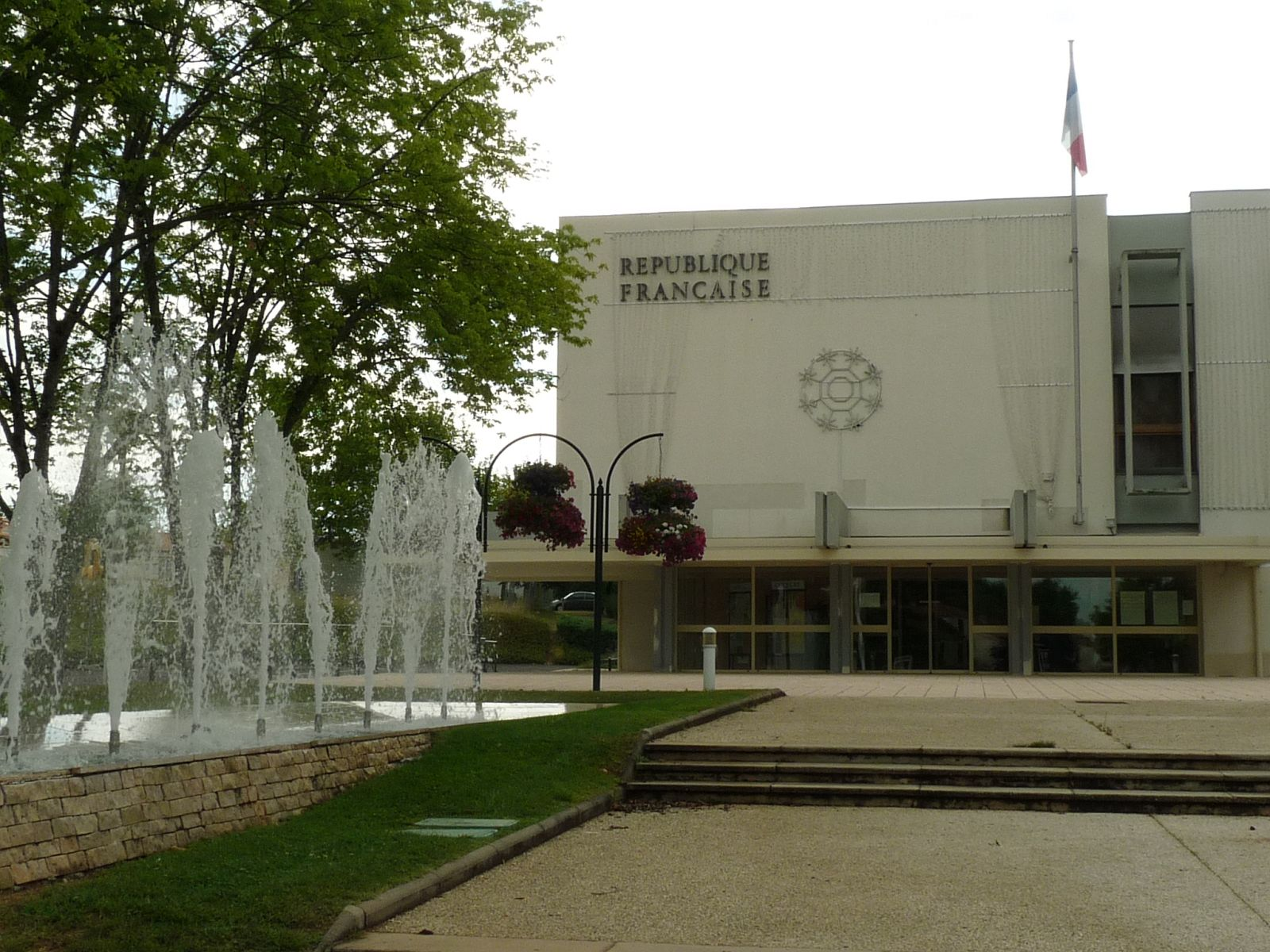
Мэрия